# Talahon
 (février 2025).

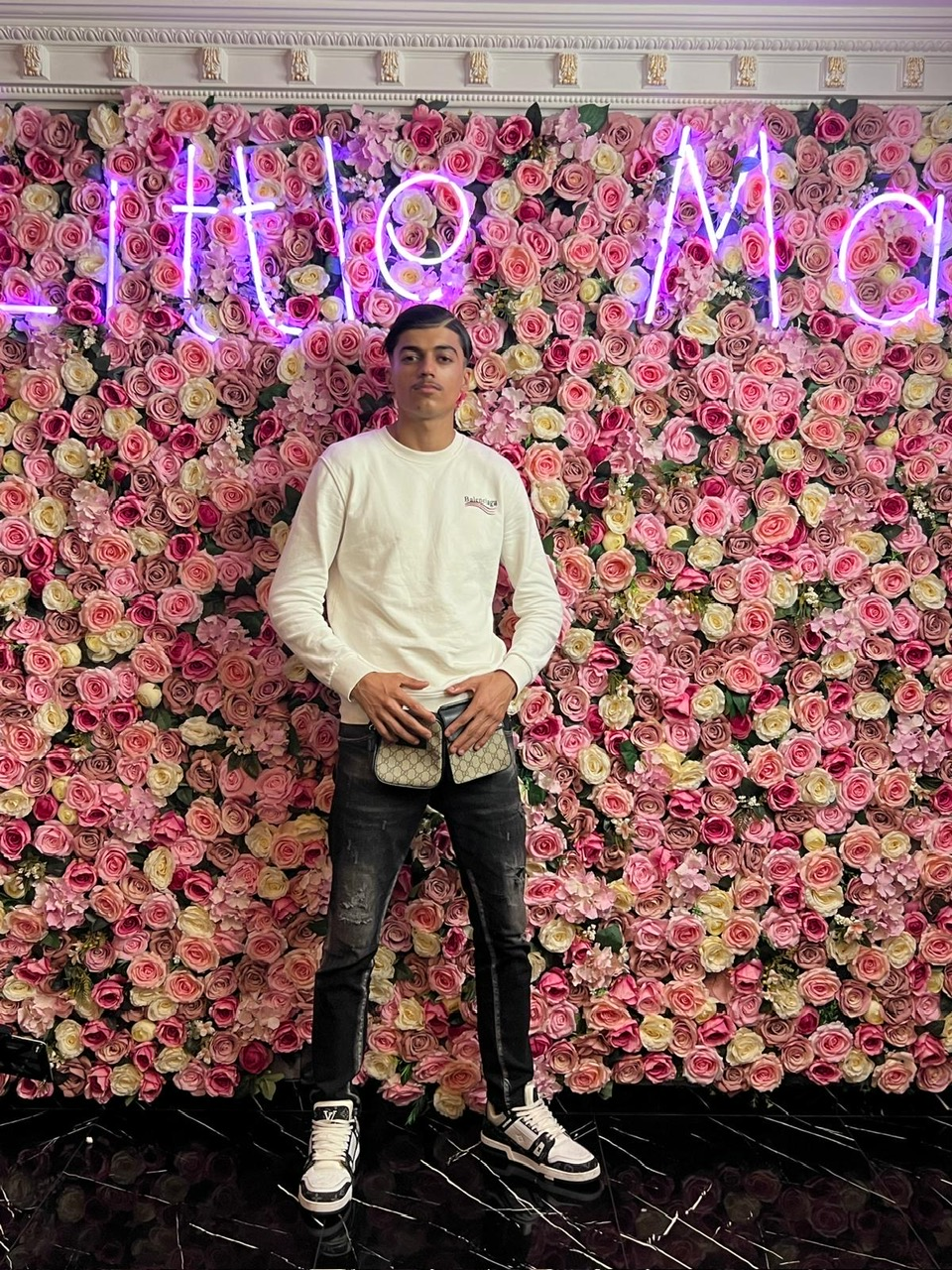
Un talahon avec un sac banane.

Le terme de Talahon fait référence à une tendance apparue sur les réseaux sociaux allemands en 2024 et qui se caractérise par des vidéos de jeunes hommes, souvent issus de l’immigration, notamment de pays arabes, adoptant des postures agressives et arborant des accessoires luxueux, bien que souvent faux. Ce phénomène est profondément enraciné dans une représentation spécifique du patriarcat, de la masculinité, de la misogynie et du matérialisme, et a suscité de nombreuses discussions et controverses. En 2024, Talahon a été proposé comme mot de l'année du langage jeune en Allemagne.

## Signification
Le terme « Talahon » n'a pas de définition fixe, mais on pense qu'il dérive de l'expression arabe « taeal huna » ( arabe : تعال هنا) qui signifie « viens ici », ou de la chanson « Ta3al Lahon » du rappeur syro-allemand Hassan, sortie en 2022. Les paroles de la chanson, qui parlent de la vie dans la rue, de la violence et du crime, reflètent les thèmes répandus dans la tendance « Talahon ». Les jeunes hommes identifiés comme « Talahon » affichent souvent un style distinctif qui comprend des survêtements de marque de luxe, des casquettes Gucci et des chaînes en or,.

## Contexte culturel
La tendance Talahon est devenue le symbole d’une sous-culture particulière de la jeunesse, à la fois célébrée et critiquée. Les vidéos montrent souvent des participants pratiquant le shado-boxing ou donnant des coups de pied d'arts martiaux tout en portant des vêtements et des accessoires ostentatoires. Cette représentation est censée transmettre les idées de la domination masculine, de l'intrépidité et de la force, lesquelles trouvent un écho auprès de certains jeunes qui la voient comme une forme d'expression de soi et d'autonomisation,.

## Critiques
Les critiques affirment que cette tendance perpétue les stéréotypes sur les jeunes hommes issus de l’immigration, les décrivant comme violents, misogynes et obsédés par la richesse matérielle. La réaction du public est polarisée, certains utilisant le terme Talahon ironiquement pour se moquer de ces stéréotypes, tandis que d'autres l'adoptent comme une représentation authentique de leur identité,.
La tendance Talahon a fait face à des réactions négatives importantes en raison de sa perception de glorification de la violence et de ses connotations patriarcales et misogynes,. Les experts en intégration critiquent cette tendance, affirmant qu’elle favorise une vision du monde régressive qui nuit à la cohésion sociale. En outre, des inquiétudes existent quant à la tendance des groupes d’extrême droite à marginaliser et stigmatiser davantage les jeunes hommes issus de l’immigration,.